# Werner Feldscher

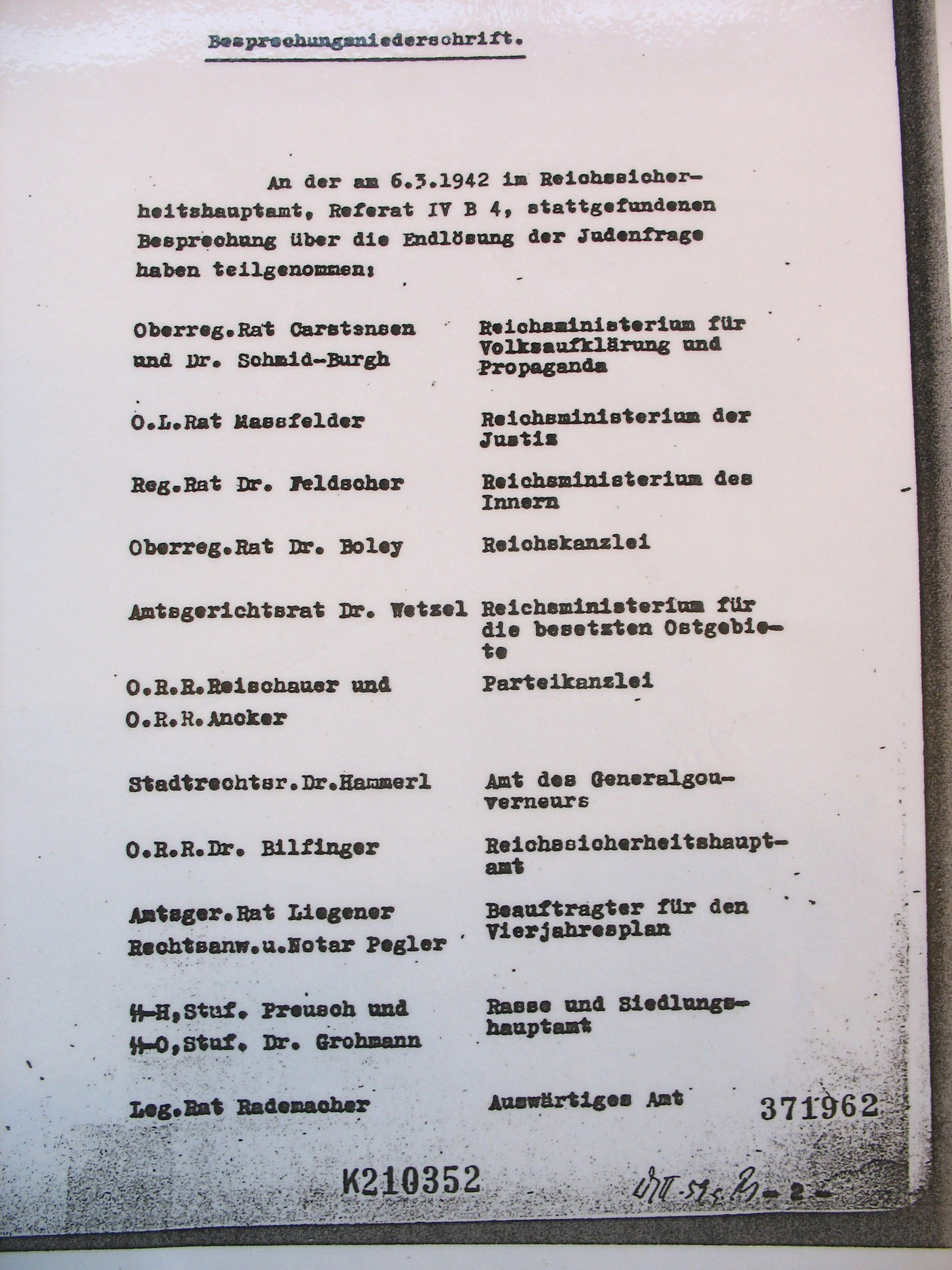
Werner Feldscher (Reg.Rat Dr. Feldscher) på närvaroförteckning vid konferensen på Reichssicherheitshauptamt den 6 mars 1942.

Werner Feldscher, född 24 juli 1908 i Hagen, död 1979 i Dortmund, var en tysk promoverad jurist och ämbetsman vid Riksinrikesministeriet, där han var rådgivare i judefrågor (tyska Berater für Judenfragen).

## Biografi
Feldscher studerade rättsvetenskap vid universiteten i Berlin, Königsberg och Münster. I mitten av 1920-talet tillhörde han den nationalliberala organisationen Jungdeutscher Orden och den 1 oktober 1930 inträdde han i Nationalsocialistiska tyska arbetarepartiet (NSDAP). År 1936 promoverades han till juris doktor efter att ha lagt fram avhandlingen Über den Begriff der Zueignung im deutschen Strafgesetzbuch vid Münsters universitet. Två år senare inledde han sin tjänstgöring vid Riksinrikesministeriet.

### Kännedom om Förintelsen
I mitten av augusti 1941 deltog Feldscher i ett möte på Reichssicherheitshauptamt (RSHA), Tredje rikets säkerhets- och underrättelseministerium. De närvarande informerades om att Hermann Göring hade uppdragit åt Reinhard Heydrich att förbereda "den slutgiltiga lösningen".
Den 30 november 1941 arkebuserade tyska SS-män omkring 10 000 lettiska judar och omkring 1 000 tyska judar i skogsområdet Rumbula utanför Riga. Ett ögonvittne delgav Feldscher nyheten om denna massaker.
Feldscher blev informerad om resultaten av Wannseekonferensen och deltog i två uppföljningskonferenser. Den ena ägde rum i RSHA:s lokaler på Prinz-Albrecht-Strasse den 6 mars 1942. Den andra hölls den 27 oktober 1942 på Kurfürstenstrasse, där Eichmannreferat, en avdelning (IV:B4) inom RSHA, huserade. Från juli 1943 var Feldscher verksam vid Riksministeriet för de ockuperade östområdena. År 1943 skrev Feldscher om zigenarna i boken Rassen- und Erbpflege im deutschen Recht:
| ” | Deras politiska, biologiska, kulturella och yrkesmässiga isolering från det tyska folket pågår nu genom eliminering, precis som för judarna. | „ |

### Efter andra världskriget
Vid Ministerierättegången 1948–1949 utgjorde Feldscher vittne åt Wilhelm Stuckart, som varit statssekreterare vid Riksinrikesministeriet. Under 1950-talet var han prokurist och senare direktör för Westfälische Ferngas. År 1959 öppnades en förundersökning mot Feldscher, men den inställdes samma år.

## Skrifter
- Über den Begriff der Zueignung im deutschen Strafgesetzbuch, Bottrop i. W.: W. Postberg, 1936 (Münster, Rechts- und Staatswissenschaftliche Diss. vom 16. März 1936)
- Rassen- und Erbpflege im deutschen Recht, Berlin: Deutscher Rechtsverlag, 1943
- Dynamik und Ordnungsbild in der Energiebereitstellung, Essen: Vulkan-Verlag, 1963